# Joan II de Jerusalem (patriarca)
Joan II de Jerusalem fou un monjo i bisbe grec (vers 355-417), patriarca de Jerusalem. És venerat com a sant per l'Església Ortodoxa Copta.

## Biografia
El 386 fou elegit bisbe de Jerusalem succeint Ciril quan tenia uns trenta anys. Era eloqüent i tenia talent: Teodoret l'esmenta amb admiració. Parlava hebreu, siríac i grec i probablement llatí.
Es diu que durant un període fou arrià sota l'emperador Valent, però Sant Jeroni pensa que aquest rumors només eren per desacreditar-lo. Fou molt amic de Jeroni, que vivia en un monestir de Betlem, però després de vuit anys van sorgir problemes per l'actuació d'Epifani I de Constància (Xipre) que havia anat a Palestina per veure si les doctrines d'Orígenes guanyaven adeptes en el cercle de Joan, i va actuar amb energia contra aquestes doctrines. Joan va advertir Epifani de no actuar massa radicalment però l'afer va tenir serioses conseqüències: Joan es va negar a condemnar Orígenes i això va provocar l'hostilitat de Jeroni i d'altres eremites de Betlem, i Jeroni va ordenar prevere i diaca el seu germà Paulí, de manera irregular. Això va provocar la resposta de Joan, que va intentar desterrar Jeroni. Epifani defensà Jeroni i acusà Joan d'heretgia. Teòfil d'Alexandria va aconseguir una reconciliació vers el 400.
També fou acusat d'afavorir Pelagi, que llavors era a Palestina i que als concilis de Jerusalem i Diòspolis fou acusat d'heretgia (415), tot i que el segon concili el va absoldre. Jeroni va demanar suport al Papa Innocenci I que va escriure a Joan en contra de Pelagi. Joan va donar suport a Sant Joan Crisòstom, patriarca de Constantinoble, durant el seu exili (404).
Va escriure, segons diu Gennadi de Marsella a De Viris Illustribus 100.30, l'obra Adversus obtrectatores sui studii liber. Altres llibres foren escrits en grec i la seva traducció llatina no es va conèixer fins al segle VII: 
- 1. Joannis Nepotis Sylcani, Hierosolym. Episcopi XLIV. Opera omnia quac hactenus incognita, reperiri potuerunt : in unum colleca, suoque Auctori et Auctoritati tribus Vindiciarum libris asserta
- 2. Liber de Institutione primorum Monachorum, in Lege Veteri exortorum et in Nova perseverantium, ad Caprasium Monachum. Interprete Aymerico Patriarcha Antiocheno
- 3. In stratagemata Beati Jobi Libri III
- 4. In S. Matthueum
- 5. Fragmenta ex Commentario ad prima Capita XI. S. Marci
- 6. Fragmenta ex Commentario in Lucam
- 7. Homiliae LXIII